# Raïssa Kurviakova
Raïssa Kurviakova   (Glubokoye District, 15 de setembre de 1945) és una exjugadora de bàsquet ucraïnesa que va competir sota bandera soviètica durant la dècada de 1970. Jugava en la posició d'aler.
El 1976 va prendre part en els Jocs Olímpics de Mont-real, on guanyà la medalla d'or en la competició de bàsquet. En el seu palmarès també destaca la medalles d'or al Campionat del Món de bàsquet de 1971 i tres medalles d'or al Campionat d'Europa de bàsquet (1972, 1974 i 1976). A nivell de clubs jugà a l'Avangard Dnipropetrovsk.